# Völund Smed
Völund Smed är en svensk musikgrupp (vikingarock) från Eskilstuna med kopplingar till vit makt-rörelsen.
Gruppen bildades 1993 och bestod då av Mikael Fundberg, Esa Rosenström, Pierre Karlsson, Peter och Stefan Johansson. Samma år gav man ut sin första skiva, Runor, på skivbolaget Ragnarock Records. Efter en handskada lämnade Peter Johansson gruppen under 1994. År 1996 gav man ut sin andra skiva, Varg. Efter att gruppen splittrats under 1996 startade Rosenström, Karlsson och Stefan Johansson musikgruppen Hel med två kvinnliga sångerskor. Gruppen gjorde flera nya tolkningar av Völund Smeds låtar.
Völund Smed återförenades i originalsättningen i augusti 2005 för att spela på Kuggnäsfestivalen i Nyköping samma år. År 2007 valde dock Rosenström och Karlsson att lämna gruppen och de ersattes då av Joakim Karlsson och Henrik Roos. Roos lämnade gruppen 2009 för att satsa på en solokarriär och han ersattes av John Andersson.
Völund Smed nådde framgångar under 1990-talet med låtarna Häxjakt och Kämpa. År 2011 kom sången De tystas led. En av bandmedlemmarna skrev att det var en hyllning till den mördade nynazisten Daniel Wretström, vilket en annan bandmedlem sedermera nekat till. 
Gruppen gjorde sin sista spelning på Kuggnäsfestivalen 2017.[källa behövs]

## Medlemmar

### Nuvarande medlemmar
- Mikael Fundberg – sång (1993–)
- Stefan Johansson – bas (1993–)
- Nicklas Ek – gitarr (2014–)

### Tidigare medlemmar
- Pierre Karlsson – trummor (1993–1996, 2005–2007)
- Esa Rosenström – gitarr (1993–1996, 2005–2007)
- Henrik Roos – trummor (2007–2009)
- Peter Åhlén – gitarr (1992–1993)
- John Andersson – trummor (2009–2014)
- Joakim Karlsson – gitarr (2007–2014)

## Diskografi

### Album
- Gör Om Gör Rätt (2012) (Full Cd, nyinspelningar på material från skivorna Varg och Runor)
- Ur askan (2011) (Full Cd,släpptes 26 november 2011)
- Tvåhundrafjorton (2011) (specialutgåva i 500 exemplar för Kuggnäsfestivalen)
- Varg (1996)
- Runor (1993)

### Samlingsskivor
- Valhall - Rock för Sverige 1 (1995)
- Motstånd - Rock för Sverige 2 (1995)
- Santa was a skinhead (1995)
- Nordland IV (1996)
- Vikingarock Vol. 1 (1999)
- Fest på Valhall (2003)
- Carolus Rex VIII (2006)